# Abigail II: The Revenge
Abigail II: The Revenge (Абигејл II: Освета) је музички албум данског хеви метал бенда Кинг Дајмонд издат 2002. године од стране издавачке куће Massacre Records. Албум је снимљен и прерађен у Nomad Recording студију у Даласу (Тексас).

## Прича
Тема је у релацији са оригиналним албумом Abigail. Слушалац открива да је она у ствари Обрајанова полу сестра (мистериозни вођа седам црних јахача из оригиналног албума) који је поштедео Абигејл. Година је 1863. и Абигејл сада има 18 година. Она хода кроз шуму све до резиденције из оригиналне приче и наилази на закључану капију. Она је требало да умре кад "Мала" (дух праве Абигејл из 1777. године) отвори капију. Абигејл улази и дочекује је Џонатанов кућни помоћник Хенри, Испоставило се да Џонатан није умро приликом пада низ степенице, али користи инвалидска колица. Он се није одселио након Мирјамине смрти и сада себе назива грофом Де Ла Феј. Он дочекује Абигејл називајући је мајчиним именом, мислећи да се она вратила.
Следеће ноћи је Џонатан силовао Абигејл, након чега је она одлучила да се освети. Потом је отишла у гробницу да би видела како изгледа претходна инкарнација од Абигејл. Хенри проналази Абигејл како скида огрлицу са мумифицираног дечјег тела (иста огрлица из албума The Eye) и прореза му врат. Она ставља сломљене комаде стакла у Џонатановој храни и баца га у ватру, где он умире. Пожар се, међутим, проширио тако да је и Абигејл погинула. Мртворођено тело духа близанца од Абигејл је и даље живо зато што ватра не може да допре до гробнице, тако да је и њен дух и даље жив.

## Листа песама
1. -  	King Diamond	1:44
2. -   	King Diamond	4:22
3. -   	King Diamond, Andy LaRocque	3:36
4. -   	King Diamond	5:10
5. -   	King Diamond	4:31
6. -   	King Diamond, Andy LaRocque	5:10
7. -   	King Diamond	4:11
8. -   	King Diamond	4:13
9. -   	King Diamond	2:31
10. -   	King Diamond	5:19
11. -   	King Diamond, Andy LaRocque	4:57
12. -   	King Diamond	6:26
13. -   	King Diamond	0:54

## Постава бенда
- Кинг Дајмонд - вокал
- Енди Ла Рок - гитара
- Мајк Вeд - гитара
- Хал Патино - бас гитара
- Мет Томсон - бубњеви